# Fanjingshan
El Fanjingshan (Chinese ) o Mont Fanjing, situat a Tongren, província de Guizhou, és el cim més alt de les muntanyes Wuling al sud-est de la Xina, a una altitud de 2,570 m. La Reserva Natural Nacional de Fanjingshan es va establir el 1978 i va ser designada Reserva de la Biosfera per la UNESCO el 1986. Fanjingshan és una muntanya sagrada del budisme xinès, considerada la bodhimaṇḍa del Buda Maitreya. Es va convertir en Patrimoni de la Humanitat per la UNESCO el 2018.

## Nom
El nom de la muntanya "Fanjing" és una abreviatura de Fantian Jingtu (梵天净土), o "La Terra Pura de Brahma". Fantian és el nom xinès del rei celestial budista Brahmā, i Jingtu és xinès per " terra pura ", el focus del budisme de la Terra Pura.

## Localització i entorn
Fanjingshan es troba a Tongren, província de Guizhou, al sud-est de la Xina. És el cim més alt de les muntanyes Wuling . L'elevació del seu terreny oscil·la entre 480 a 2,570 metres (1,570–8,430 ft) sobre el nivell del mar.
La Reserva Natural Nacional de Fanjingshan es va establir el 1978 i va ser designada Reserva de la Biosfera per la UNESCO el 1986. La reserva cobreix una superfície total de 567 km2 (219 sq mi) i és una àrea de conservació de la vegetació primitiva de la regió alpina subtropical mitjana de l'est de la Xina. La muntanya va ser designada Patrimoni de la Humanitat el juliol de 2018.
El relatiu aïllament de Fanjingshan ha assegurat un alt grau de biodiversitat. Espècies endèmiques com el rar mico daurat de Guizhou (Rhinopithecus brelichi) i l'avet Fanjingshan (Abies fanjingshanensis) només es troben en una petita regió centrada en Fanjingshan. També es troben a Fanjingshan diverses espècies en perill d'extinció, com ara la salamandra gegant xinesa, el cérvol almesc del bosc i el faisà de Reeve. També és la llar de la fageda primitiva subtropical més gran i contigu.

## Budisme
Fanjingshan es considera una muntanya sagrada del budisme xinès, situant-se just per sota de les quatre muntanyes sagrades del budisme. Es considera el bodhimaṇḍa (o daochang ) —un lloc on s'arriba a la il·luminació— del Buda Maitreya. La influència del budisme va arribar a Fanjingshan a tot tardar per la dinastia Tang, especialment després de Hou Hongren (侯弘仁) va construir la carretera de Zangke (牂牁道) l'any 639 dC, que va facilitar el transport a la regió muntanyosa, i els diaris locals registren la construcció de diversos temples a la zona. Es van construir més temples durant les dinasties Song i Yuan posteriors.
El budisme va prosperar molt durant les dinasties Ming i Qing, quan el culte a Tianguan Maitreya (天冠弥勒) es va convertir en dominant a Fanjingshan. La rebel·lió de Bozhou a finals del segle XVI va causar grans danys als temples de Fanjingshan. Després de reprimir la rebel·lió, l'emperador Wanli va ordenar al monjo Miaoxuan (妙玄) que reconstruís el Pic Daurat i el Temple Cheng'en (承恩寺). Molts altres temples es van construir a la zona, inaugurant l'època daurada del budisme a Fanjingshan. La majoria dels temples durant les dinasties Ming i Qing pertanyien a la Terra Pura i a les sectes del budisme Linji .
A part d'això, amb l'agitació que va enderrocar la dinastia Qing, molts temples van ser destruïts per exèrcits d'assaltants i bandolers, i pocs monjos van quedar a l'època de la República de la Xina. Després de noves destruccions durant la Revolució Cultural, el budisme ha gaudit d'un renaixement a partir de la dècada de 1980. S'han reconstruït molts temples antics i se'n han construït de nous, incloent el temple de Cheng'en, el temple d'Huguo Chan (护国禅寺 ), Temple del Gran Buda d'Or (大金佛寺), i el temple de Longquan (龙泉寺).
L'any 2010 es va obrir el Parc Cultural Budista Fanjingshan, amb un Saló Daurat que allotja una estàtua del Buda Maitreya de 5 m d'alçària feta amb 250 kg (550 lb) d'or i milers de gemmes. Es diu que és l'estàtua d'or de Maitreya més gran del món.

## Reconeixement
L'asteroide 215021 Fanjingshan, descobert pels astrònoms del PMO NEO Survey Program l'any 2005, va rebre el nom del Patrimoni de la Humanitat. El Minor Planet Center va publicar el nomenament el 8 de novembre de 2019 (M.P.C. 118221 ).
Un gènere (Fanjingshania ) de fòssils de condricti descobert a la província de Guizhou va rebre el nom de la muntanya Fanjingshan.